# IBM Tivoli Storage Manager
IBM Tivoli Storage Manager est une application de gestion de stockage d'entreprise (sauvegarde/restauration, et éventuellement archivage). Ce logiciel est édité par IBM dans la gamme Tivoli. Il fournit des services de gestion centralisée d'espace de stockage sur les postes de travail, ordinateurs personnels et serveurs de fichiers proposés par divers fournisseurs et équipés de systèmes d'exploitation multiples.

## Composants de serveur

### Programme serveur
Le programme serveur propose des services de gestion d'espace, d'archivage et de sauvegarde aux clients.
Vous pouvez configurer plusieurs serveurs sur le réseau d'entreprise afin de répartir les ressources de stockage, de processeur et de réseau.

### Interface d'administration
L'interface d'administration permet aux administrateurs de contrôler et de surveiller les activités, d'affecter des règles de gestion aux clients et de définir des plannings pour fournir des services aux clients, à intervalles réguliers. Les interfaces d'administration disponibles comprennent un client d'administration de ligne de commande et une interface de navigateur Web appelée Centre d'administration. Tivoli Storage Manager vous permet de gérer et de contrôler plusieurs serveurs à partir d'une interface unique exécutée dans un navigateur Web. 
Le serveur Tivoli Storage Manager pour Windows contient également la console de gestion Tivoli Storage Manager (console Tivoli Storage Manager) qui correspond à un snap-in de MMC Microsoft.

### Base de données et journal de reprise du serveur
Le serveur Tivoli Storage Manager utilise une base de données pour analyser les données relatives à l'espace de stockage du serveur, les clients, les données, les règles et les plannings client. Le serveur utilise le journal de reprise comme un bloc-notes de base de données, dans lequel vous pouvez enregistrer les données relatives au client et aux actions du serveur pendant l'exécution des opérations. 

### Espace de stockage du serveur
Le serveur peut écrire des données sur des unités de disque dur, des sous-systèmes et des batteries de disques, des unités de bandes autonomes, des bandothèques et autres types de pools de stockage aux accès aléatoire et séquentiel. Les supports utilisés par le serveur sont compris dans des pools de stockage. Les unités de stockage peuvent être directement connectées au serveur ou via un réseau local (Local Area Network/LAN) ou un réseau de stockage SAN (Storage Area Network).

### Composants du poste client
Un poste client peut correspondre à un poste de travail, un ordinateur personnel, un serveur de fichiers NAS (Network-Attached Storage) ou un autre serveur Tivoli Storage Manager. Un logiciel client IBM Tivoli Storage Manager est installé sur les postes clients (hormis les serveurs de fichiers NAS qui utilisent une connexion NDMP). Un poste client est enregistré sur le serveur. 

### Client de sauvegarde-archivage
Le client de sauvegarde-archivage permet aux utilisateurs de conserver des versions de sauvegarde des fichiers que vous pouvez restaurer si les fichiers d'origine sont perdus ou endommagés. Les utilisateurs peuvent également archiver des fichiers en vue de les conserver relativement longtemps et le cas échéant, de les extraire. Les utilisateurs ou les administrateurs peuvent enregistrer des postes de travail et des serveurs de fichiers en tant que postes clients sur un serveur Tivoli Storage Manager. 
L'agent de stockage est un composant optionnel que vous pouvez installer sur un système correspondant à un poste client. L'agent de stockage vous permet de transférer des données hors réseau local lors d'opérations client. Il est pris en charge sur de multiples systèmes d'exploitation.

### Serveur de fichiers NAS (à l'aide de NDMP)
Le serveur peut utiliser NDMP (Network Data Management Protocol) pour sauvegarder et restaurer des systèmes de fichiers stockés sur un serveur de fichiers NAS (Network-Attached Storage). Les données contenues dans le serveur de fichiers NAS sont sauvegardées dans une bandothèque. Il n'est pas nécessaire d'installer un logiciel Tivoli Storage Manager sur le serveur de fichiers NAS. Pour plus d'informations, notamment sur les serveurs de fichiers NAS pris en charge, reportez-vous au Chapitre 7. Utilisation de NDMP pour exécuter des opérations avec les serveurs de fichiers NAS. 

### Agents d'application
Les agents d'application permettent aux utilisateurs d'exécuter des sauvegardes d'applications en ligne, telles que des sauvegardes de bases de données ou de messagerie. Une fois la sauvegarde ou la restauration du programme d'application lancée, le client d'application agit comme l'interface sur Tivoli Storage Manager. Le serveur Tivoli Storage Manager exécute ses fonctions de gestion de stockage sur les données. Le client d'application peut lancer ses fonctions alors que les utilisateurs de l'application sont en cours d'exécution sans pour autant provoquer d'incident majeur.
Les produits suivants fournissent des clients d'application compatibles avec le serveur Tivoli Storage Manager :
- Tivoli Storage Manager for Databases (ORACLE, SQL Server);
- Tivoli Storage Manager for Enterprise Resource Planning (SAP) ;
- Tivoli Storage Manager for Mail (Domino, Exchange);
- Tivoli Storage Manager for MS Sharepoint ;
- Tivoli Storage Manager for Virtual Environment (VMware, hyper-V).

Le support de la sauvegarde/restauration des bases de données DB2/UDB et Informix ne nécessite pas d'agent optionnel.
Le produit Tivoli FlashCopy Manager (ex. TSM for Hardware) est également disponible. Il fonctionne avec le client de sauvegarde-archivage et l'API TSM pour exploiter les fonctions de copie avancées des baies de stockage (snapshots) et éviter que les effets de sauvegarde n'affectent les performances.

### Interface de programme d'application (API)
L'API vous permet d'optimiser les applications existantes afin d'exécuter les services d'extraction, de restauration, d'archivage et de sauvegarde proposés par Tivoli Storage Manager. Les clients d'API Tivoli Storage Manager peuvent être enregistrés comme postes clients sur un serveur Tivoli Storage Manager.

## Tivoli Storage Manager for Space Management
Tivoli Storage Manager for Space Management propose des services de gestion de l'espace pour les postes de travail de certaines plates-formes. La principale fonction de gestion de l'espace est l'archivage automatique. Tivoli Storage Manager for Space Management migre automatiquement les fichiers les moins utilisés vers l'espace de stockage, ce qui permet de libérer de l'espace sur le poste de travail. Les fichiers migrés sont aussi appelés fichiers gérés par HSM.
Les utilisateurs peuvent récupérer automatiquement des fichiers gérés par HSM en y accédant, comme à partir du poste de travail. Tivoli Storage Manager for Space Management est également appelé le client gestionnaire d'espace ou encore le client HSM (Hierarchical Storage Management).

## Agents de stockage
L'agent de stockage est un composant optionnel que vous pouvez installer sur un système correspondant également à un poste client. L'agent de stockage vous permet de transférer des données hors réseau local lors d'opérations client.
L'agent de stockage peut fonctionner avec les clients de sauvegarde-archivage ainsi qu'avec les clients d'application sur de nombreux systèmes d'exploitation. L'agent de stockage est compris dans le produit Tivoli Storage Manager for Storage Area Networks.
Les programmes clients tels que le client de sauvegarde-archivage et le client HSM (gestionnaire d'espace) sont installés sur des systèmes connectés via un réseau local et sont enregistrés en tant que postes clients. À partir de ces postes clients, les utilisateurs peuvent sauvegarder, archiver ou migrer des fichiers sur le serveur.